# أمريكانا (رواية)
لا ينبغي الخلط بينها وبين رواية دون ديليلو أمريكانا أو كتاب هامبتون سايد أمريكانا (كتاب الجانبين).
أمريكانا هي رواية صدرت عام 2013 للمؤلفة النيجيرية شيماماندا نغوزي أديتشي التي فازت عنها أديتشي بجائزة دائرة نقاد الكتب الوطنية الأمريكية للخيال لعام 2013، تحكي أمريكانا قصة امرأة نيجيرية شابة تدعى إيفيميلو هاجرت إلى الولايات المتحدة للالتحاق بالجامعة، تتبع الرواية حياة إيفيميلو في كلا البلدين مترابطة بقصة حبها مع زميلها في المدرسة الثانوية أوبينز، كانت رواية أديتشي الثالثة التي نشرت في 14 مايو 2013 من قبل ألفريد أ. كنوبف.

## ملخص
تدور أحداث أمريكانا حول إيفيميلو وأوبينز اللذين يقعان في الحب عندما كانا مراهقين في المدرسة الثانوية في لاغوس، كانت نيجيريا في ذلك الوقت تحت الديكتاتورية العسكرية والناس يسعون لمغادرة البلاد، تنتقل إيفيميلو إلى الولايات المتحدة للدراسة؛ حيث تكافح لأول مرة ضد العنصرية والعديد من أنواع التمييز العرقي ولأول مرة تكتشف إيفيميلو ما يعنيه أن تكون "شخصًا أسود"، أما أوبينز يأمل في الانضمام إليها في الولايات المتحدة لكن رُفض منحه التأشيرة بعد أحد اث9/11، ذهب حينها إلى لندن وانتهى به المطاف بأن أصبح مهاجرًا غير شرعيًا بعد أن انتهت صلاحية تأشيرته.
يعود أوبينز إلى نيجيريا بعد سنوات ويصبح رجلا ثريا من خلال عمله كمطور عقاري في الدولة الديمقراطية الجديدة، حققت إيفيميلو نجاحا في الولايات المتحدة واشتهرت بمدونتها حول العرق في أمريكا، بعنوان "Raceteenth أو ملاحظات مختلفة حول السود الأمريكيين (أولئك المعروفين سابقا باسم الزنوج) من قبل ألسود غير الأمريكيين". عندما عادت إيفيميلو إلى نيجيريا، يفكر الآن الاثنان في إحياء العلاقة بينهما في ضوء تجاربهما وهوياتهما المتباينة خلال سنوات انفصالهما العديدة.

## الشخصيات
- يفيميلو - بطلة الرواية التي ولدت في لاغوس في نيجيريا وتدرس في أمريكا.
- أوبينز- الذي نشأ في نسوكا في نيجيريا ووالدته أستاذة وهي التي علمته كيفية الطهي وعززت حبه للكتب.
- والدة أوبينز - أستاذة في جامعة نسوكا وأرملة ولا زالت تكافح السلوكيات النيجيرية التي عفا عليها الزمن تجاه المرأة.
- والدة ووالد إيفيميلو - والدة إيفيميلو مسيحية إنجيلية متدينة تصوم بشكل خطير من أجل طرد الشيطان من حياة عائلتها، أما والد إيفيميلو فهو عاجز عن منعها ويفقد وظيفته بشكل غير متوقع في وكالة فيدرالية وغير قادر على إعالة أسرته.
- العمة أوجو - ابنة عم والد إيفيميلو. تعتبر كأخت إيفيميلو الكبرى، تكون علاقة مع الجنرال وينتج عنها ابنا واحد( دايك)، تنتقل أوجو بعد وفاة الجنرال إلى أمريكا حيث تكافح لمواصلة التدريب الطبي الذي بدأته في نيجيريا.
- دايك - ابن العمة أوجو والجنرال الذي ولد في الولايات المتحدة وسمي على اسم والد أوجو وأعطي لقبها، يعودا دايك وأوجو بعد ولادته إلى نيجيريا حيث يقضي عيد ميلاده الأول، بعد فترة وجيزة توفي والده في حادث تحطم طائرة عندها فر دايك وأوجو من نيجيريا هربا من الفقر الذي سينجم عن مصادرة أقارب والده لمواردهم، يعيش أولا في نيويورك ثم ماساتشوستس ولكن محاولته الانتحارية تدمر عائلته وتؤكد الصعوبة التي تواجهها العائلات المهاجرة عند محاولة الاندماج في المجتمع الأمريكي.
- الجنرال - عشيق العمة أوجو ووالد دايك.
- كيرت - أول حبيب أمريكي أبيض لإيفيميلو.
- بلين - حبيب إيفيميلو الأمريكي الثاني وهو أستاذ مساعد أسود في جامعة ييل يكتب مدونة عن العرق والثقافة الشعبية، تنتقل إيفيميلو إلى نيو هافن للعيش معه.
- شان - أخت بلين كاتبة غالبًا ما تنتقد الآخرين.
- كوسى - زوجة أوبينز وأم طفله.
- بوتشي – ابنة أوبينزو كوسى.
- جينيكا - صديقة إيفيميلو التي تعرفت عليها عندما قابلت أوبينز.

## المواضيع

### الأمركة
الأمركة هي واحدة من أبرز الموضوعات في أمريكانا حيث أن في سياق الرواية تعد أمريكا نفسها رمزا للأمل والثروة والحراك الاجتماعي والاقتصادي وفي النهاية خيبة الأمل؛ حيث تتعلم إيفيميلو أن الحلم الأمريكي كذبة وأن المزايا التي تتمتع بها هناك غالبا ما تأتي بثمن باهظ، بالرغم من أن أمركتها بطيئة ولكنها متميزة وهي تلتقط تدريجيا اللغة العامية وتتكيف مع محيطها (للأفضل أو للأسوأ) وتتبنى السياسة الأمريكية، تتغير وجهات نظرها حول الجنس والعرق بسبب هذا وتكرس مدونتها لاستكشاف قضية العرق كأسود غير أمريكي في أمريكا، اطلق عليها لقب أمريكانا عندما عادت إلى نيجيريا بعد أن التقطت طريقة أمريكية فظة للتحدث ومعالجة المشاكل؛ إنها تقاوم هذه التسمية ولكن من الواضح للقارئ أن سنوات إيفيميلو في أمريكا قد غيرتها.
وفقا لايدو فيث : "لا يمكن الإدلاء بأي بيان صحيح حول أمريكانا دون تفكيك مصطلح "أمريكانا" الذي يكشف بشكل أو بآخر عن أطروحة السرد وكذلك انشغال أديتشي في النص"، إن مصطلح "أمريكانا" في اللغة النيجيرية هو مصطلح هوية يعتمد على تجربة الشخص السابقة في العيش في أمريكا، تصف أديتشي أمريكانا بأنه لقب الذين ذهبوا إلى الولايات المتحدة وعادوا بعواطف أمريكية في إحدى المقابلات وتظاهروا بعدم فهم لغاتهم الأم بعد الآن ورفضوا تناول الطعام النيجيري مع الإشارة المستمرة إلى حياتهم في أمريكا.
من هذا المفهوم يتضح قرار إيفيميلو بالعودة إلى الوطن دون القلق بشأن تعريفه على أنه "أمريكانا"، يثبت أن أديتشي تقترح وترسم مسارًا لنوع جديد من قصة الهجرة التي جوهرها هو هجرة العودة.

### الجنس
تلعب استكشافات أديتشي للتربية الجنسية وتصور الجنس بين الشباب في نيجيريا دورا أساسيا في رحلة إيفيميلو لاستكشاف حياتها الجنسية عندما كانت مراهقة في مجتمع ما بعد الاستعمار البيوريتاني.

### الهجرة
في حين أن العديد من تجارب الهجرة في الرواية تعمل ضمن نظرية الهجرة فإن أديتشي تتجاوز في الوقت نفسه حدود نظريات الهجرة الدولية من خلال إدخال عامل جديد يؤثر على الهجرة ويعرض منظورا جديدا لهجرة العودة، وفقا لدوستمان و فايس (2007: 237) فإن نقص الفرص الاقتصادية والهروب من الكوارث الطبيعية/الاضطهاد هما سببان رئيسيان لهجرة الأفراد عبر التاريخ، في حين أن الحاجة إلى الفرار من "عدم الاختيار" هي السبب الرئيسي لكثير من الهجرة في البيئة النيجيرية في القرن الحادي والعشرين للرواية تستخدم أديتشي الأبعاد الأدبية لزعزعة أسس النظرية وبالتالي فإن اتجاه هذا النوع من الهجرة وكيفية تأثيرها على روابط الحب وتغير الشخصيات والآراء الثقافية وإعادة تفسير الهوية تصبح الارتباطات النظرية الرئيسية للروائي. بالإضافة إلى ذلك تهتم أديتشي بكيفية الحط من شأن الهجرة ورفعها وكيف تقايض وتفي بها والأهم من ذلك كيف تعيد اختراعها.

## استقبال